# Racine carrée de cinq

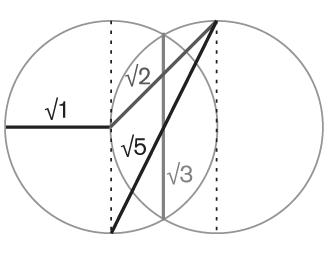
Graphique montrant les différentes racines carrées se trouvant dans la vesica piscis.

En mathématiques, la racine carrée de cinq, notée  √5 ou 51/2, est un nombre réel remarquable ; c'est l'unique réel positif dont le carré est égal à 5. Il vaut approximativement 2,236.
C'est un irrationnel quadratique et un entier quadratique (entier algébrique de degré 2).

## Éléments introductifs

### Définition, notation et prononciation
- Le nombre 5 ayant exactement deux racines carrées réelles, √5 et –√5, √5 devrait se prononcer « racine carrée positive de cinq », ou « racine carrée principale de cinq », mais il se prononce habituellement « racine carrée de cinq », voire « racine de cinq » pour simplifier. Une autre expression correcte, faisant référence au symbole √, est « radical de cinq», mais elle est peu courante.
- √5 se note également 51/2 (notation Unicode : 5½).
- √5 s'écrit en général sqrt(5) dans les langages informatiques, pour le terme anglais "square root".

### Valeur approchée
√5 vaut approximativement
- {\displaystyle 2,236~067~977~4} dans le système décimal (suite A002163 de l'OEIS),
- {\displaystyle 10,001~111~00} dans le système binaire (suite A004555 de l'OEIS) et
- 2, 3C6 EF3 72F E94 F82 C dans le système hexadécimal.

### Lien avec le nombre d'or
La racine carrée de 5 entre dans l'expression du nombre d'or {\displaystyle \varphi ={\frac {1+{\sqrt {5}}}{2}}.}
On trouve donc{\displaystyle {\sqrt {5}}=2\varphi -1\quad {\rm {et}}\quad {\sqrt {5}}=\varphi +{\frac {1}{\varphi }}.}

### Irrationalité
La racine carrée de 5, comme celle de tout entier naturel qui n'est pas un carré parfait, est irrationnelle.

## Développements en fraction continue et applications
La méthode de Bombelli utilisant pour {\displaystyle a>0} la relation {\displaystyle {\sqrt {5}}=a+{\frac {5-a^{2}}{a+{\sqrt {5}}}}} permet d'obtenir le développement en fraction continue généralisée suivant : {\displaystyle {\sqrt {5}}=\ a+{\frac {5-a^{2}}{2a+{\frac {5-a^{2}}{2a+{\frac {5-a^{2}}{2a+\ldots }}}}}}=a+{\frac {5-a^{2}\mid }{\mid 2a}}+{\frac {5-a^{2}\mid }{\mid 2a}}+\cdots }
Prenant {\displaystyle a=2}, on obtient :
{\displaystyle {\sqrt {5}}=\ 2+{\frac {1}{4+{\frac {1}{4+{\frac {1}{4+{\frac {1}{4+\ldots }}}}}}}}=3+{\frac {1\mid }{\mid 4}}+{\frac {1\mid }{\mid 4}}+\cdots =[2\,;{\overline {4}}]},
qui est le développement en fraction continue simple de √5 .
Ce développement est périodique (période de longueur 1) comme pour tout irrationnel quadratique (irrationnel solution d'une équation de degré 2 à coefficients entiers), et le théorème de Legendre est bien vérifié.
Les huit premières réduites en sont : {\displaystyle u_{0}={\frac {2}{1}},u_{1}={\frac {9}{4}},{\frac {38}{17}},u_{3}={\frac {161}{72}},{\frac {682}{305}},{\frac {2889}{1292}},{\frac {12238}{5473}},u_{7}={\frac {51841}{23184}},\dots }
Comme pour toute fraction continue d’un nombre irrationnel, elles constituent les meilleures approximations rationnelles de √5.
Elles forment la suite {\displaystyle (u_{n})}, récurrente homographique, définie par : {\displaystyle u_{0}=2,u_{n+1}=2+{\frac {1}{4+u_{n}-2}}={\frac {2u_{n}+5}{u_{n}+2}}}.
Les deux sous-suites {\displaystyle (u_{2n}){\text{ et }}(u_{2n+1})} sont adjacentes de limite {\displaystyle {\sqrt {5}}} et l'on a {\displaystyle u_{2n}<{\sqrt {5}}<u_{2n+1}}.
Le rationnel {\displaystyle u_{n}} est égal à {\displaystyle {\frac {a_{n}}{b_{n}}}} où {\displaystyle a_{n},b_{n}} sont les entiers définis par {\displaystyle (2+{\sqrt {5}})^{n+1}=a_{n}+b_{n}{\sqrt {5}}} ; les suites, {\displaystyle (a_{n}),(b_{n})} sont définies par {\displaystyle a_{0}=2,b_{0}=1,{\begin{cases}a_{n+1}=2a_{n}+5b_{n}\\b_{n+1}=a_{n}+2b_{n}\end{cases}}}.
Les {\displaystyle a_{n}} sont successivement : 2, 9, 38, 161, 682, 2889, 12238, 51841, 219602, … (suite A001077 de l'OEIS),
et les {\displaystyle b_{n}} : , 4, 17, 72, 305, 1292, 5473, 23184, 98209, 416020, … (suite A001076 de l'OEIS) .
On en déduit l'expression explicite :
- {\displaystyle u_{n}={\sqrt {5}}{\frac {(2+{\sqrt {5}})^{n+1}+(2-{\sqrt {5}})^{n+1}}{(2+{\sqrt {5}})^{n+1}-(2-{\sqrt {5}})^{n+1}}}={\frac {\left\lfloor (2+{\sqrt {5}})^{n+1}\right\rceil }{\left\lfloor {\frac {(2+{\sqrt {5}})^{n+1}}{\sqrt {5}}}\right\rceil }}}, où {\displaystyle \left\lfloor x\right\rceil } est l'entier le plus proche de {\displaystyle x}..

Comme {\displaystyle a_{n}^{2}-5b_{n}^{2}=(-1)^{n+1}}, les {\displaystyle (a_{n},b_{n})} fournissent alternativement des solutions aux équations de Pell-Fermat  :
{\displaystyle x^{2}-5y^{2}=-1\quad \mathrm {et} \quad x^{2}-5y^{2}=1}.

## Approximations rationnelles

### Méthodes générales

#### Méthode de Héron
La méthode de Héron permet de calculer la valeur approchée d'une racine carrée avec une grande précision et en peu de calculs ; elle est applicable à la racine carrée de 5.
Prenons la partie entière de √5, x0 = 2.
La méthode de Héron consiste à calculer les termes successifs d'une suite approchant √A par la formule de récurrence :
{\displaystyle x_{n+1}={\frac {x_{n}+{\frac {A}{x_{n}}}}{2}},}
avec ici, A = 5. Par itérations successives, on obtient :
- {\displaystyle x_{1}={\frac {2+{\tfrac {5}{2}}}{2}}={\frac {9}{4}}=u_{1}=2,25}
- {\displaystyle x_{2}={\frac {{\tfrac {9}{4}}+5{\tfrac {4}{9}}}{2}}=u_{3}={\frac {161}{72}}\approx 2,236\,1}
- {\displaystyle x_{3}={\frac {{\tfrac {161}{72}}+5{\tfrac {72}{161}}}{2}}={\frac {51841}{23184}}=u_{7}\approx 2,236\,067\,977\,9.}

Les numérateurs forment la suite A081459 de l'OEIS, et les dénominateurs la suite A081460 de l'OEIS.
La suite {\displaystyle (x_{n})} est une sous-suite de la suite des réduites {\displaystyle (u_{n})} : {\displaystyle x_{n}=u_{(2^{n}-1)}}. Elle décroit rapidement vers √5 (convergence quadratique). 
Une suite croissante associée est {\displaystyle (5/x_{n})}, d'où l'encadrement : {\displaystyle 5/x_{n}<{\sqrt {5}}<x_{n}}  ; pour {\displaystyle n=3}, cet encadrement permet déjà d'obtenir {\displaystyle {\sqrt {5}}\approx 2,236\,067\,98}.

#### Méthode de Halley
La méthode de Halley fournit une suite qui croit encore plus rapidement vers √5 (convergence cubique), définie par : {\displaystyle \ y_{0}=1,\ y_{n+1}={\frac {y_{n}(y_{n}^{2}+15)}{(3y_{n}^{2}+5)}}}.
Ses premiers termes sont : {\displaystyle \ 1,\ {\frac {38}{17}},\ y_{2}={\frac {219602}{98209}}=u_{8}=2,2360679774\dots } (10 décimales exactes).
La suite {\displaystyle (y_{n})} est une sous-suite de la suite {\displaystyle (u_{n})} des réduites de la fraction continue de √5. Plus précisément : {\displaystyle \ y_{n}=u_{(3^{n}-1)}} .

### Méthode spécifique

#### Par la suite de Fibonacci
La formule suivante, démontrée initialement par Paul Erdős, relie √5 aux inverses des termes de la suite de Fibonacci dont l'indice est une puissance de 2:
{\displaystyle \sum _{k=0}^{\infty }{\frac {1}{F_{2^{k}}}}={\frac {7-{\sqrt {5}}}{2}}}
Cela donne la formule : {\displaystyle {\sqrt {5}}=7-2\left(\sum _{k=0}^{\infty }{\frac {1}{F_{2^{k}}}}\right)} qui converge très vite, puisque les 6 premiers termes donnent 13 décimales correctes et le 7e donne les 13 suivantes,.

## Autre expression comme somme de série
En utilisant la série génératrice des coefficients binomiaux centraux, on a :
{\displaystyle {\sqrt {5}}=\sum _{n=0}^{\infty }{\frac {\binom {2n}{n}}{5^{n}}}}

## Expressions par radicaux infiniment imbriqués
- {\displaystyle 1+{\sqrt {5}}=2\varphi =2{\sqrt {1+{\sqrt {1+{\sqrt {1+\cdots }}}}}}} ; voir à Radical_imbriqué#Racine_carrée,
- {\displaystyle {\sqrt {5}}={\sqrt[{3}]{5{\sqrt[{3}]{5{\sqrt[{3}]{5\dots }}}}}}} car {\displaystyle {\frac {1}{3}}+{\frac {1}{3^{2}}}+{\frac {1}{3^{3}}}+\cdots ={\frac {1}{2}}}.

## Intervention  en trigonométrie
Comme √2 et √3, la racine carrée de 5 est présente dans les formules pour les constantes trigonométriques exactes incluant des angles en degrés divisibles par 3 mais pas par 15. Les plus simples sont :
{\displaystyle \sin {\frac {\pi }{10}}=\sin 18^{\circ }=\cos {\frac {2\pi }{5}}=\cos 72^{\circ }={\tfrac {1}{4}}\left(-1+{\sqrt {5}}\right),}
{\displaystyle \sin {\frac {\pi }{5}}=\sin 36^{\circ }=\cos {\frac {3\pi }{10}}=\cos 54^{\circ }={\tfrac {1}{4}}{\sqrt {2(5-{\sqrt {5}})}},}
{\displaystyle \sin {\frac {3\pi }{10}}=\sin 54^{\circ }=\cos {\frac {\pi }{5}}=\cos 36^{\circ }={\tfrac {1}{4}}(1+{\sqrt {5}}),}
{\displaystyle \sin {\frac {2\pi }{5}}=\sin 72^{\circ }=\cos {\frac {\pi }{10}}=\cos 18^{\circ }={\tfrac {1}{4}}{\sqrt {2(5+{\sqrt {5}})}},}

{\displaystyle \tan {\frac {\pi }{5}}=\tan 36^{\circ }={\sqrt {5-2{\sqrt {5}}}}.}

## Formules de Ramanujan
La racine carrée de 5 est présente dans plusieurs formules données par Srinivasa Ramanujan impliquant des fractions continues généralisées :
{\displaystyle {\frac {1\mid }{\mid 1}}+{\frac {{\rm {e}}^{-2\pi }\mid }{\mid 1}}+{\frac {{\rm {e}}^{-4\pi }\mid }{\mid 1}}+{\frac {{\rm {e}}^{-6\pi }\mid }{\mid 1}}+\cdots =\left({\sqrt {\frac {5+{\sqrt {5}}}{2}}}-{\frac {{\sqrt {5}}+1}{2}}\right){\rm {e}}^{2\pi /5}={\rm {e}}^{2\pi /5}\left({\sqrt {\varphi {\sqrt {5}}}}-\varphi \right).}
{\displaystyle {\frac {1\mid }{\mid 1}}+{\frac {{\rm {e}}^{-2\pi {\sqrt {5}}}\mid }{\mid 1}}+{\frac {{\rm {e}}^{-4\pi {\sqrt {5}}}\mid }{\mid 1}}+{\frac {{\rm {e}}^{-6\pi {\sqrt {5}}}\mid }{\mid 1}}+\cdots =\left({{\sqrt {5}} \over 1+\left[5^{3/4}(\varphi -1)^{5/2}-1\right]^{1/5}}-\varphi \right){\rm {e}}^{2\pi /{\sqrt {5}}}.}
{\displaystyle 4\int _{0}^{\infty }{\frac {x{\rm {e}}^{-x{\sqrt {5}}}}{\cosh x}}\,{\rm {d}}x={\frac {1\mid }{\mid 1}}+{\frac {1^{2}\mid }{\mid 1}}+{\frac {1^{2}\mid }{\mid 1}}+{\frac {2^{2}\mid }{\mid 1}}+{\frac {2^{2}\mid }{\mid 1}}+{\frac {3^{2}\mid }{\mid 1}}+{\frac {3^{2}\mid }{\mid 1}}+\cdots .}